# 메르헨

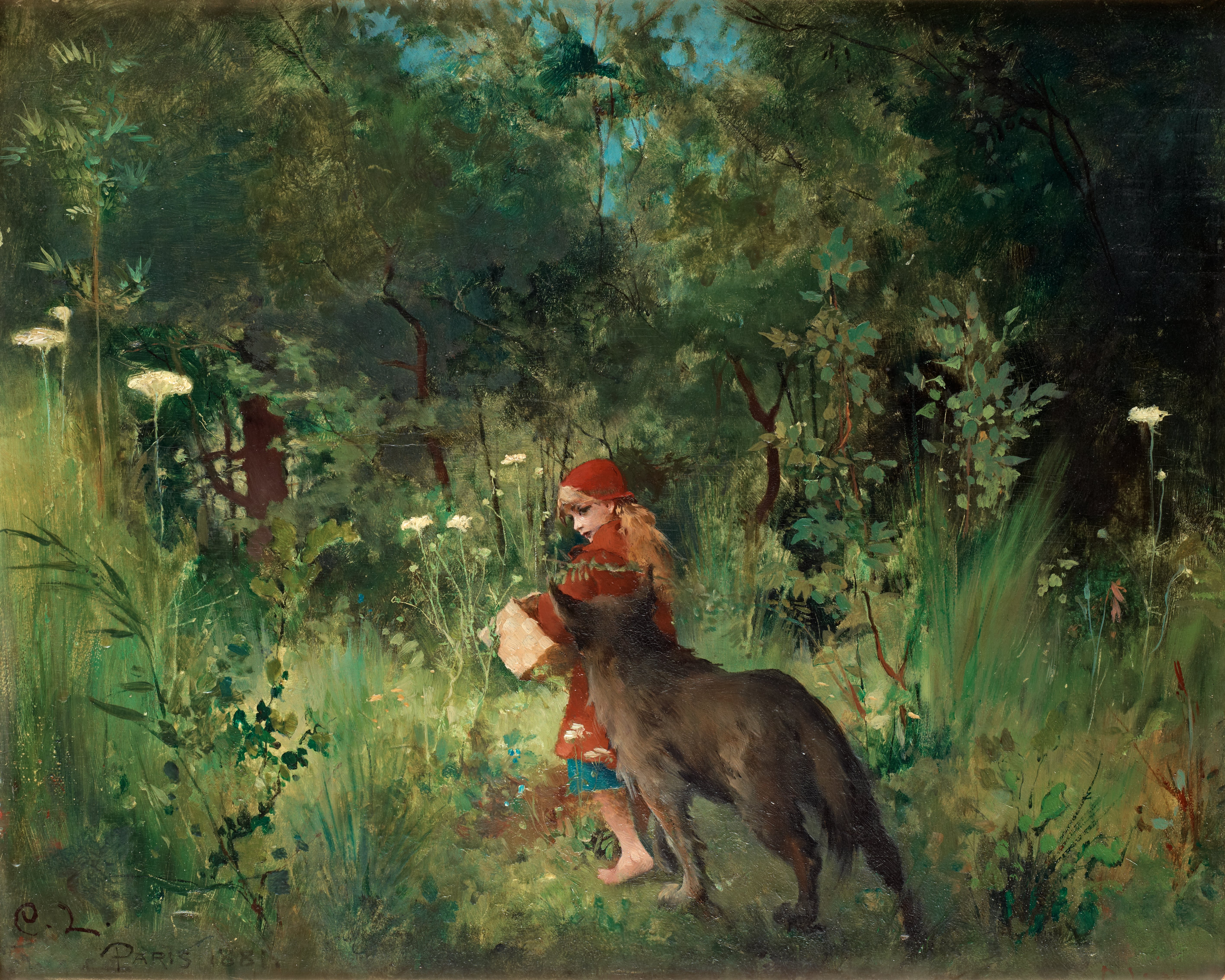
1881년에 그려진 그림 속의 유럽 동화 빨간 모자와 늑대.

메르헨(독일어: Märchen→작은 이야기[小話]) 또는 요정담(영어: fairy tale)은 장르적 계보가 유럽 민담에 속하고 형식적으로는 단편소설의 형식을 취하는 이야기다. 마법, 요정, 신화적 존재 같은 환상적인 소재를 주로 다룬다. 메르헨과 민담, 그리고 신화전설은 명확하게 구분될 수 있는 것이 아니며, 연속된 것들로서 구전(preliterate) 사회의 문학을 구성한다. 다만 전설은 과거에 실제로 있었던 일로 여겨지고 증거물이 제시되며, 우화는 교훈적이고 도덕적인 주제 전달이 뚜렷한 반면에, 메르헨은 딱히 그렇지 않은 경향이 있다.
민중들 사이에서 자연발생하여 구전되다가 채록된 민족메르헨("전래동화"), 근현대에 민족메르헨과 같은 장르적 특징을 가지고 만들어진 창작메르헨("창작동화")을 구분짓기도 한다.
한자문화권에 동화(童話)라고 번역되었지만, 메르헨은 원래 아동문학이 아니며, 특정한 연령대를 고정적인 청중으로 상정하지 않았다. 메르헨이 아동문학과 주로 결부되기 시작한 것은 그림 형제가 메르헨을 아동 교육용으로 소개한 19-20세기 이후의 일이다.

## 참고 자료
- Bettelheim, Bruno (1989). 《The Uses of Enchantment: The Meaning and Importance of Fairy Tales, wonder tale, magic tale》. New York: Vintage Books. ISBN 0-679-72393-5.
- Zipes, Jack (2007). 《When Dreams Came True: Classical Fairy Tales and Their Tradition》. Routledge. ISBN 978-0-415-98006-7.